# 王起仁
王起仁，浙江汤溪（今浙江金华）人，是一名清朝政治人物。
王起仁曾于1870年接替韩佩金任奉贤县知县一职，1874年由陆家櫰接任。